# Kanstein im Thüster Berg
Kanstein im Thüster Berg este o arie protejată (sit de importanță comunitară — SCI) din Germania întinsă pe o suprafață de 83,73 ha, integral pe uscat.

## Localizare
Centrul sitului Kanstein im Thüster Berg este situat la coordonatele 52°03′24″N 9°38′32″E / 52.0567°N 9.6422°E.

## Înființare
Situl Kanstein im Thüster Berg a fost declarat sit de importanță comunitară în februarie 2006 pentru a proteja un număr necunoscut de specii din flora spontană și fauna sălbatică aflate în arealul zonei.

## Biodiversitate
Situată în ecoregiunea continentală, aria protejată conține 5 habitate naturale: Pajiști uscate seminaturale și facies de acoperire cu tufișuri pe substraturi calcaroase (Festuco-Brometalia) (* situri importante pentru orhidee), Pante stâncoase calcaroase cu vegetație casmofită, Peșteri inaccesibile publicului, Păduri de fag Asperulo-Fagetum, Păduri pe pante, grohotișuri și ravene de Tilio-Acerion.
La baza desemnării sitului se află un număr nedeclarat de specii protejate.
Pe lângă speciile protejate, pe teritoriul sitului au mai fost identificate 1 specie de plante, 1 specie de mamifere.